# Hashirijima-Inseln
Die Hashirijima-Inseln (japanisch 走島群島 Hashirijima-guntō) sind eine Inselgruppe in der japanischen Seto-Inlandsee. Sie bilden die östlichsten Inseln der Präfektur Hiroshima. Nordwestlich liegen die Inseln von Tomonoura (insbesondere Sensui-jima) und östlich die Kasaoka-Inseln der Präfektur Okayama. Die Inselgruppe besteht aus vier Inseln (d. h. Landmassen mit einer Hochwasser-Küstenlänge von mindestens 100 m), wovon die Hauptinsel Hashiri-jima bewohnt ist. Bis 1963 war auch die zweitgrößte Insel Uji-shima noch bewohnt. Mit Stand 2010 lebten auf Hashiri-jima 570 Personen, wovon 67 im produzierenden Sektor, d. h. hauptsächlich Fischfang, 9 im verarbeitenden Sektor und 30 im Dienstleistungssektor tätig waren. Die Inselgruppe gehört zur Gemeinde Fukuyama, wobei Hashiri-jima den Ortsteil Hashirijima-chō bildet.

## Inseln
| Name                                        | japanisch | Fläche [km²] | Höhe [m] | Einwohner  | Koordinaten                    |
| ------------------------------------------- | --------- | ------------ | -------- | ---------- | ------------------------------ |
| Hashiri-jima                                | 走島      | 2,09         | 179,4    | 570 (2010) | 34° 20′ 34″ N, 133° 26′ 25″ O  |
| Uji-shima                                   | 宇治島    | 0,52         | 117,1    | –          | 34° 18′ 51″ N, 133° 27′ 55″ O  |
| Hakama-jima                                 | 袴島      | 0,06         | 35,0     | –          | 34° 21′ 19″ N, 133° 28′ 0″ O   |
| Kajiya-jima                                 | 加冶屋島  | 0,02         | 37,9     | –          | 34° 21′ 9,5″ N, 133° 25′ 36″ O |
| Karte mit allen Koordinaten: OSM \| WikiMap |           |              |          |            |                                |